# Кофман Олександр Ігорович
Олександр Ігорович Кофман (нар. 30 серпня 1977, Макіївка, Донецька область, УРСР) — проросійський політик, діяч терористичного угруповання ДНР.

## Життєпис
Народився в єврейській сім'ї. Батько Ігор Борисович Кофман (1955) — інженер-будівельник, мати (Галина Марківна Кофман, нар. 1955) — логопед. Навчався в макіївській школі № 22.
1999 року закінчив факультет «Промислове та цивільне будівництво» Донецької академії будівництва та архітектури за фахом «інженер-будівельник». 2002 року продовжив навчання в ДонДАБА на факультеті «Економіка підприємств», який закінчив 2004, отримавши спеціальність «економіст».
З 14 років працював полірувальником у стоматологічній поліклініці Макіївки. 1995-го заснував Донецький обласний клуб інтелектуальних ігор «Оріон», яким керував до 2004 року. 1999 очолив Центр соціальних служб для молоді Кіровського району Макіївки.
2002 заснував і очолив будівельно-монтажне підприємство «Альбіон», де працював на посаді директора до 2006 року.
З 2006 — старший радник з розвитку комерційного банку «Надра».
З 2013 — начальник управління розвитку Східного регіону ТОВ «Руш».
2014 року очолив секретаріат координаційної ради громадського руху «Південний Схід» (рос. Юго-Восток).
2014 року став депутатом «парламенту союзу народних республік Новоросії».
26 червня 2014 — перший заступник «голови парламенту Новоросії» Олега Царьова. На «виборах глави ДНР» 2 листопада 2014 посів друге місце (11,45 % голосів).
12 листопада 2014 р. призначений «Міністром закордонних справ ДНР».
22 лютого 2016 року відправлений указом ватажка ДНР Олександра Захарченка у відставку з посади міністра.

## Санкції
Олександр Кофман активно підтримував дії та політику, які підривають територіальну цілісність, суверенітет та незалежність України та ще більше дестабілізують Україну.
29 листопада 2014 року був включений в «Чорний список ЄС» як «Міністр закордонних справ» і «Перший заступник голови» «Парламенту» «Донецької Народної Республіки», кандидат на незаконних «виборах» 2 листопада 2014 року на посаду «голови держави» «Донецької Народної Республіки», які порушили українське законодавство і, отже, незаконні. В обґрунтування накладення санкцій Рада Європейського союзу також зазначила, що, приступивши до виконання обов'язків і формально взявши участь у незаконних «виборах» як кандидат, Кофман активно підтримав дії й політику, які підривають територіальну цілісність, суверенітет і незалежність України і ще більше дестабілізують її.
18 червня 2021 року доданий до санкційного списку України.

## Сім'я
Одружений, має двоє дітей — сина й доньку.